# Туризм в Сомали
Туризм в Сомали регулируется министерством туризма в Федеральном правительстве Сомали. Страна известна благодаря многочисленным историческим местам, пляжам, водопадам, горным хребтам и национальным паркам. После начала гражданской войны в начале 1990-х, Министерство туризма прекратило свою деятельность. В 2000-х годах Министерство было воссоздано, чтобы снова курировать национальную туристическую индустрию. Сомалийская туристическая ассоциация (SOMTA), расположенная в Могадишо, предоставляет консалтинговые услуги.

## История

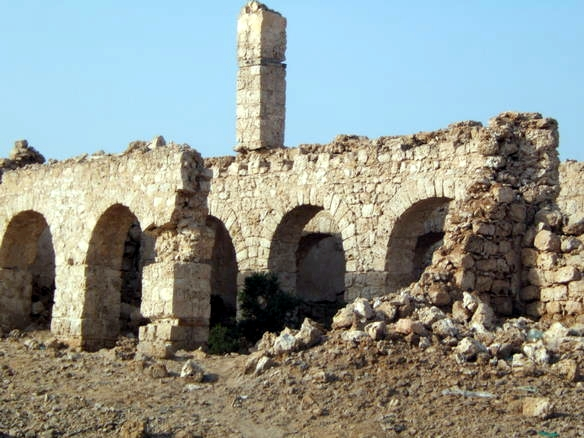
Руины султаната Адаль в Сайле

В период до независимости, путешественники из Европы время от времени путешествовали в Сомали и другие страны Африканского Рога, чтобы посетить многие исторические места, описанные в древних документах, таких как «Перипл Эритрейского моря» I века н. э.

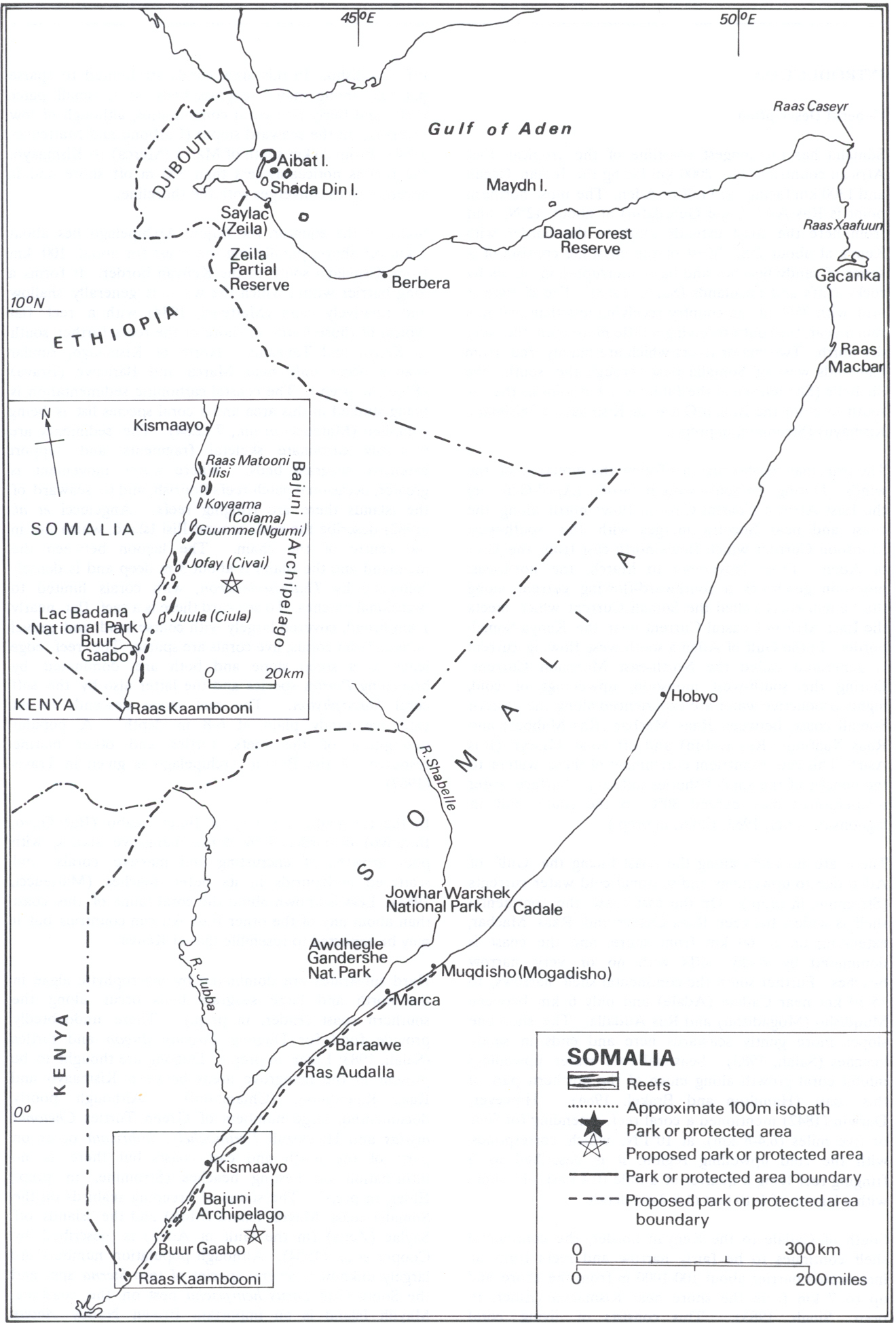
Коралловые рифы Сомали

После получения независимости Сомали в 1960 году было создано Министерство туризма чтобы регулировать туристическую индустрию. В 1969 году был принят Закон о фауне (охоте) и охране леса, которые предусматривает создание контролируемых территорий, заказников или частичных заказников. В закон также были введены некоторые поправки в 1978 году.
Впоследствии Министерство также создало Акт о туризме в 1984 году. Законопроект устанавливает официальные методические рекомендации для улучшения и модернизации ветви туризма в стране. Среди описанных задач было получение земель во внутренних районах и возле берега, а также недвижимость на пляже с целью создания расширяющихся туристических инфраструктур. Акт также включает положение о «защите, сохранении и использовании исторических и культурных ресурсов; защите и сохранении экологии и окружающей среды; строгом городском и региональном планировании областей туристических интересов, включая заповедники, парки на земле и воде, заказники и т. д.». Министерство туризма стремилось к созданию центра индустрии рядом с национальным парком Лаг-Бадана, с близлежащими коралловыми рифами и островами в море. Вдобавок, планы были составлены для формирования туристической курортной зоны на одном из лучших пляжей возле столицы Сомали, Могадишо, юго-центральном регионе, Банадире.

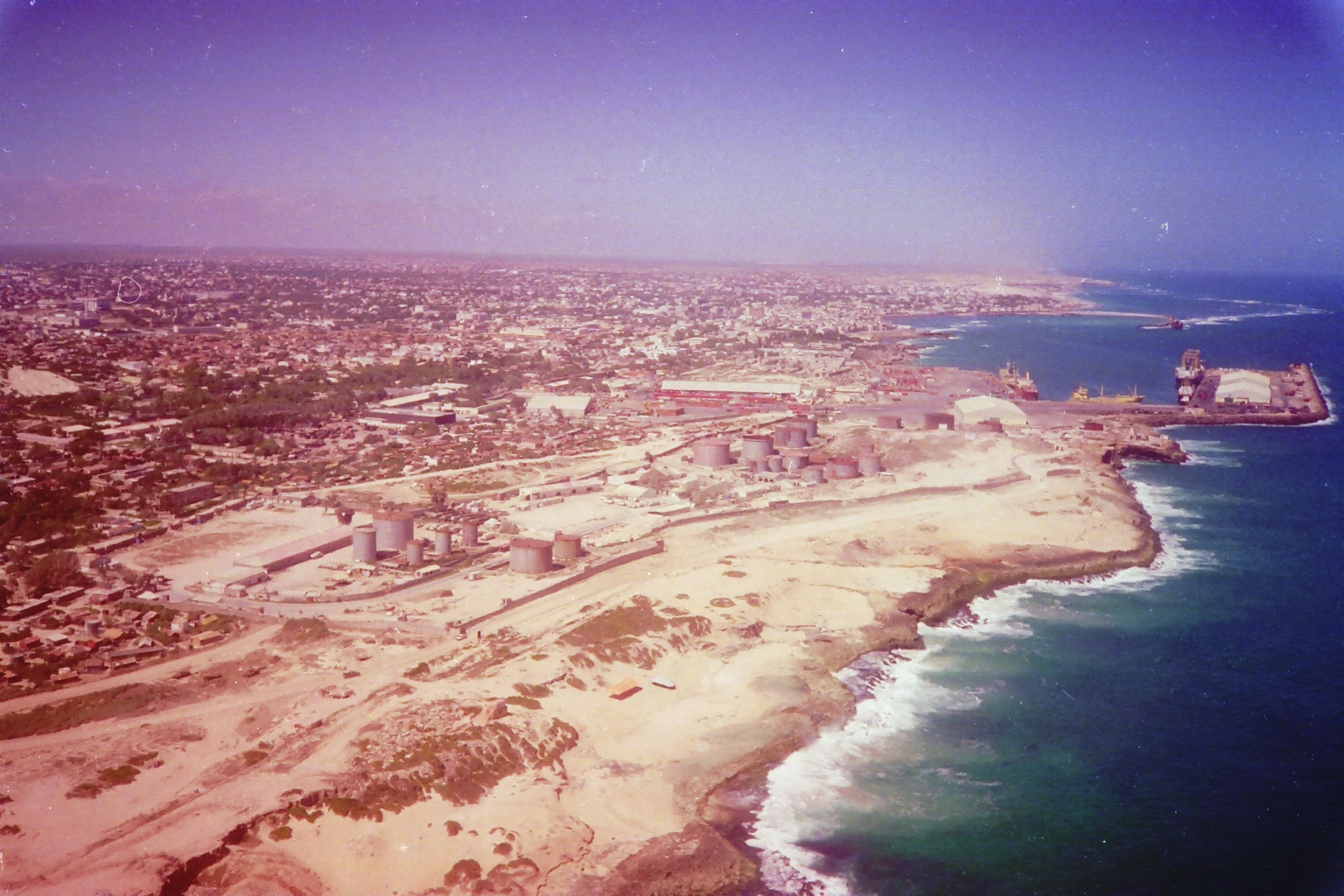
Исторический портовый город Могадишо (1984)

К 1989 году было разработано новое законодательство, регулирующее создание национальных парков, заповедников и специальный резервов. Сохранение ресурсов живой природы в то время контролировалось Министерством животноводства, лесного хозяйства и Национальным агентством пастбищных угодий (англ. Ministry of Livestock, Forestry and Range's National Range Agency). Принадлежащий Министерству Департамент дикой природы (англ. Department of Wildlife) также оперирует как отдельное независимое правоохранительное отделение, которое было создано по указу президента.
После начала гражданской войны в 1991 году, туризм в Сомали придёт в упадок. Различные международные собрания начали издавать советы, рекомендующие потенциальным туристам избегать посещения этого района по соображениям безопасности. Однако некоторые путешественники всё-таки отправлялись к неспокойным южным районам страны.
После того как Вооружённые силы Сомали прогнали солдат Харакат аш-Шабаба из Могадишо в середине 2011 года, столица постепенно начала возрождаться. Местные предприниматели и возвращающиеся сомалийские эмигранты построили отели и пансионы. Недавно построенные прибрежные курорты начали принимать туристов впервые за много лет.

## Регулирование
Туризм в Сомали регулируется воссозданным национальным Министерством туризма. Автономные регионы Пунтленд и Сомалиленд поддерживают их собственные туристические министерства. Сомалийская туристическая ассоциация (англ. Somali Tourism Association; SOMTA) также предоставляет услуги по туристической индустрии.
Из-за длительного отсутствия государственного регулирования, неясно, сколько международных туристов приезжают в Сомали в год. Однако визы и разрешения на жительство обязательны для всех иностранных жителей. По состоянию на апрель 2013 года, восстановленный Сомалийский иммиграционный департамент требует от всех иностранцев, не имеющих документов, зарегистрироваться в Министерстве в столице.